# Tarnkowa
Tarnkowa (niem. Trenkau)– wieś w Polsce położona w województwie opolskim, w powiecie głubczyckim, w gminie Głubczyce.
W latach 1975–1998 miejscowość administracyjnie należała do ówczesnego województwa opolskiego.
Leży na terenie Nadleśnictwa Prudnik (obręb Prudnik).

## Zabytki
Do wojewódzkiego rejestru zabytków wpisany jest:
- kaplica pw. św.św. Filipa i Jakuba, z 1733 r.